# مایرانوش گریگوریان
مایرانوش گریگوری گریگوریان (ارمنی: Մայրանուշ Գրիգորի Գրիգորյան؛ انگلیسی: Mayranush Grigoryan زاده ۸ فوریهٔ ۱۹۵۳) یک بازیگر فیلم اهل ارمنستان است. وی بین سال‌های ۱۹۷۷ تا ۲۰۱۴ میلادی فعالیت می‌کرد.

## زندگی‌نامه
وی در ۸ فوریه ۱۹۵۳ در ایروان زاده شد و از مدرسه شماره ۶۷ یغیشه چارنتس و انستیتو دولتی هنری و نمایشی ایروان (۱۹۷۵) فارغ‌التحصیل شد. وی همچنین برندهٔ جوایزی همچون هنرمند شایسته جمهوری ارمنستان شده است.

## گزیده فیلمشناسی
از فیلم‌ها یا برنامه‌های تلویزیونی که وی در آن نقش داشته است می‌توان به آثار زیر اشاره کرد:
- آرئویک (۱۹۷۸)
- دزوری میرو (۱۹۷۹)
- آفتاب پاییزی (۱۹۷۷)